# Ana Solari
Ana Cecilia Solari Idoyaga (Montevideo, 20 de noviembre de 1957) es una escritora, música y docente uruguaya.

## Biografía
Aprendió alemán e inglés a temprana edad. Durante su adolescencia escribía cuentos ilustrados, y el interés por la combinación del texto con la imagen se puede ver en varias de sus obras: Zack (1993 y 1994), Apuntes encontrados en una vieja Cray 3386 (1998), el cómic Suburbia, ilustrado por Martín Ansín y los cuentos Amapola, El mar, La rana y la liendre, Matías se gradúa y El bosque de los árboles altísimos.
De niña inició estudios musicales (guitarra clásica, flauta dulce y solfeo) que continúa hasta cuando dejó el país. Sus maestros fueron María Josefina Ricci y Harold Franken, violista de la orquesta del Sodre.  
En 1975 interrumpió los estudios de música clásica y formó la cooperativa musical Pro-Art, junto a Daniel Maggiolo, Luis Trochón y Tabaré Rivero y que también integraron la plástica Claudia Anselmi y el poeta Guillermo Baltar. Ofrecen diferentes espectáculos y en ese mismo período asistió a cursos con Coriún Aharonián y Graciela Paraskevaídis. 
En 1978 partió a Venezuela, donde residió durante seis años y mantuvo la actividad musical. Regresó a Uruguay y retomó su actividad como compositora y cantante solista. De 1987 es su disco Tierra de Nadie, grabado para el sello Sondor, que combina canciones urbanas, con música experimental y candombe. Con el correr del tiempo se da cuenta de que las letras de las canciones son pequeñas narraciones (Mimí y los viajantes se transforma en un cuento incluido en Tarde de compras) y en 1991 abandonó la música para dedicarse a la escritura.
En 1991 publicó su primer trabajo, el cuento Tránsito que apareció en la antología Extraños y extranjeros, de la editorial Arca. Por la misma época comenzó a publicar artículos sobre cultura y literatura en medios como Brecha, El País Cultural, La República y Cuadernos de Marcha. 
Durante diez años hizo periodismo radial, en programas conducidos por el periodista Daniel Figares, sobre todo relacionado con literatura. También escribió obras de teatro como El vampiro en el Jockey (con dirección de Mariana Percovich) y Adiós, niño bonito (con dirección de Luciana Lagisquet).
En 1997 comenzó a estudiar cultura y caligrafía chinas y en 2007 obtuvo una beca del Ministerio de Comercio de la República Popular China para estudiar chino mandarín en Pekín, donde residió durante tres meses. Resultado directo de esa estadía es la obra de teatro El señor Lin y el señor Wang – una pequeña felicidad.
Desde 1995 es docente de redacción en la Escuela de Comunicación de la Facultad de Comunicación y Diseño de la Universidad ORT, donde en 1999 obtuvo el premio a la Excelencia Docente. 
En 2017 obtuvo un doctorado en Comunicación por la Universidad Nacional de La Plata. Su último trabajo es una investigación sobre los diez años del Plan Ceibal en Uruguay, publicada en 2017 bajo el título La revolución Ceibal. El sueño que cumplió 10 años.
En 2000 recibió una beca Guggenheim, junto al periodista Andrés Alsina, y en 2004 una beca de la Fundación Rockefeller para asistir a The Bellagio Center en Bellagio, Italia. En 2007 realizó estudios de chino en Beijing gracias a una beca de la República Popular China.
En 2010 obtuvo el primer premio de narrativa inédita del Ministerio de Educación y Cultura de Uruguay por el libro El señor Fischer.
Solari fue galardonada con el Premio Legión del Libro otorgado por la Cámara Uruguaya del Libro.
En 2023 su libro "1930: el viaje" escrito para la iniciativa "desafioprofundo.org" de ANEP, MEC, UTEC, SND y Ceibal, alcanza el primer puesto en los más leídos de Biblioteca País.

## Obras
- Cuentos de diez minutos (1991), prologado por Hugo Achugar
- Zack (1993)
- Casi como sí
- El sitio donde se ocultan los caballos (1996),
- Apuntes encontrados...
- Tarde de compras (Cal y Canto. 1997)
- Apuntes encontrados en una vieja Cray 3386 (Aymará. 1998)
- Scottia (Alfaguara, 2000)
- El errante de Nod. El vampiro en el Jockey (teatro, 2001)
- El collar de ámbar (2005)
- El hombre quieto (2007)
- El señor Fischer
- Autorretrato de Homero Alsina Thevenet (Palabra Santa. 2013)
- La última mujer, en coautoría con Jordi Buch Oliver (Parnass Ediciones,[8] Barcelona. 2013)
- Los geranios (Estuario, 2014)
- La revolución Ceibal. El sueño que cumplió 10 años (2017)
- Campos de batalla (HUM. 2021)
- Rigor Mortis (teatro)
- Adiós, niño bonito (teatro)
- 1930: el viaje (2023)
- 1930: la búsqueda (2024)
- Quebrada Honda (2024)

### Discografía
- Tierra de nadie (Sondor series 84522 y 44522, en casete y vinilo respectivamente. 1987)